# Liste der Naturdenkmale in Rehborn
Die Liste der Naturdenkmale in Rehborn nennt die im Gemeindegebiet von Rehborn ausgewiesenen Naturdenkmale (Stand 7. März 2024).

## Ehemalige Naturdenkmale
| Nr. | Bezeichnung    | Lage                                            | Beschreibung                                            | Bild                                    |
| --- | -------------- | ----------------------------------------------- | ------------------------------------------------------- | --------------------------------------- |
|     | Plätschbrunnen | östlich des Ortes an der L 234 Lage             | gefasste Quelle; Rechtsverordnung aufgehoben            | Direkt Bild zu diesem Denkmal hochladen |
|     | Am Wallerberg  | östlich des Ortes; Abteilung am Wallenberg Lage | flächenhaftes Naturdenkmal; Rechtsverordnung aufgehoben | Direkt Bild zu diesem Denkmal hochladen |